# Aeroportul Nova Vida
Aeroportul Nova Vida (IATA: AQM, ICAO: SWNI) este un aeroport din Cacaulândia, Rondônia, Brazilia ce deservește zona Ariquemes. A fost numit după Nova Vida⁠(d).
Situat la o altitudine de 140 m, aeroportul dispune de o singură pistă. Este operat de Ariquemes.